# Pujut District
Pujut District (indonesiska: Kecamatan Pujut) är ett distrikt i Indonesien.   Det ligger i provinsen Nusa Tenggara Barat, i den sydvästra delen av landet, 1 100 km öster om huvudstaden Jakarta. Pujut District ligger på ön Lombok Island.